# Organoclorat
Els organoclorats són una família de compostos orgànics que contenen com a mínim un àtom de clor unit covalentment. La seva àmplia varietat estructural i les propietats químiques divergents porten a una diversa gamma d'aplicacions. Aquests productes químics típicament són anhídrids i normalment són més densos que l'aigua a causa del seu elevat contingut d'àtoms de clor que tenen major pes atòmic.

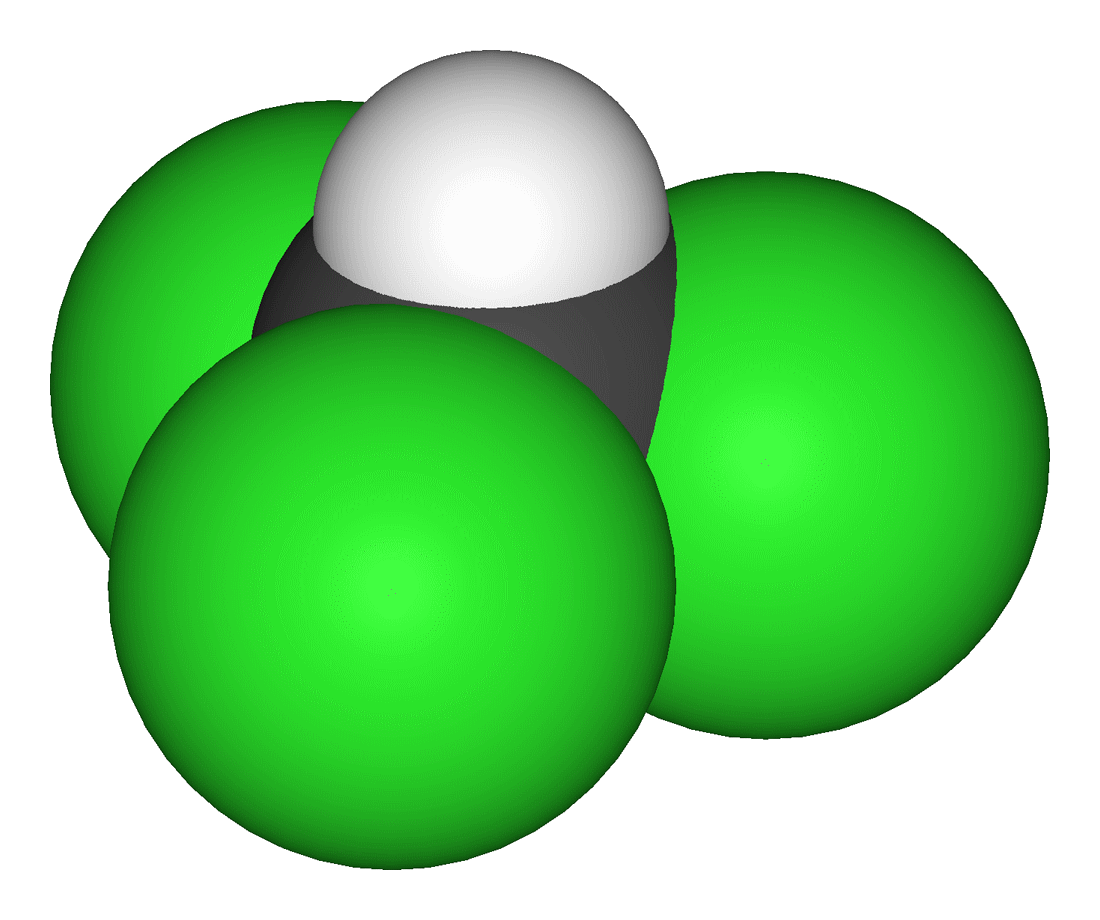
Dues representacions de l'organoclorat cloroform

La forma més simple d'organoclorat són hidrocarburs clorats. Aquests consten d'un hidrocarbur de cadena simple en el qual un o més àtoms d'hidrogen s'han substituït per clor. Els organoclorats de baix pes molecular com el cloroform, el diclorometà, el dicloroetè i el tricloroetà són emprats com a dissolvents. Aquest dissolvent tendeix a ser relativament no polar; per això són insolubles en aigua i eficaços en aplicacions de neteja com ara el desgreixatge i la neteja en sec.
Molts plaguicides àmpliament utilitzats en l'agricultura foren organoclorats. Aquests inclouen el DDT, dicofol, heptaclor, endosulfà, clordà, mirex i pentaclorofenol. Aquests poden ser o hidròfils o hidrofòbics depenent de la seva estructura molecular. No obstant el seu ús ha estat dràsticament eliminat tant a la Unió Europea per aquests usos a causa de la seva elevada persistència en el medi ambient i que són bioacumulables en el greix dels animals.
Els bifenil policlorats (PCBs) s'utilitzen comunament com a aïllants elèctrics utilitzats i calor agents. El seu ús s'ha eliminat en gran part pels seus problemes sanitaris associats.
Els alquens clorats són monòmers útils utilitzats en la preparació d'una varietat de materials. Per exemple, el clorur de vinil es polimeritza per formar el plàstic de policlorur de vinil (PVC).

## Ocurrència a la natura
Encara que els composts orgànics halogenats són relativament rars en la natura comparada amb composts orgànics no halogenats, s'han aïllat molts organoclorats de fonts naturals des de bacteris fins a humans. hi ha exemples de composts que contenen clor de manera natural trobats en gairebé totes les classes de biomolècules incloent-hi alcaloides, terpens, aminoàcids, flavonoides, esteroides i àcids grassos. Els organoclorats, incloent-hi dioxines, són produïts en l'ambient d'altes temperatures dels incendis forestals i s'han trobat dioxines a la cendra conservada de focs encesos de llampec que precedeixen dioxines sintètiques. A més a més, una varietat d'un simple hidrocarbur clorat incloent-hi diclorometà, cloroform i tetraclorur de carboni han estat aïllats de les algues marines. La majoria del clorometà present a l'ambient es produeix de manera natural per descomposició biològica, incendis forestals i erupcions volcàniques. L'organoclorat natural epibatidina, un alcaloide aïllat de granotes arborícoles, té potents efectes analgèsics i ha estimulat investigar nova medicació per al dolor.

## Toxicitat
Alguns tipus d'organoclorats tenen una significativa toxicitat per a plantes o animals, incloent-hi humans. Les dioxines, produïdes quan s'ha cremat matèria orgànica en presència de clor, i alguns insecticides com el DDT són contaminants orgànics molt persistents que suposen un perill quan s'alliberen a l'ambient. Per exemple, el DDT usat àmpliament per controlar insectes a mitjan segle xx, també s'acumula en cadenes tròfiques aquàtiques. Perquè el cos no és capaç de descompondre'ls o tractar-los i interfereix amb el metabolisme del calci, potent regulador hormonal en ocells, hi havia disminucions severes en algunes poblacions de depredadors d'ocells.
Quan un dissolvent clorat, com el tetraclorur de carboni, no es recull apropiadament, s'acumulen en aigües subterrànies. Alguns organoclorats altament reactius com phosgene s'han utilitzat fins i tot com agents de guerra química.
Tanmateix, la presència de clor en un compost orgànic no en determina la seva toxicitat. Molts organoclorats són prou segurs per al consum en menjars i medicaments. Per exemple, els pèsols i les faves contenen l'àcid 4-cloroindol-3-acètic d'hormona vegetal clorat natural (4-Cl-IAA); i el sweetener sucralose (Splenda) s'utilitza àmpliament en productes de règim. A partir de 2004, hi havia com a mínim 165 organoclorats hi estaven d'acord a escala mundial perquè l'ús com farmacèutic, incloent-hi el loratadine d'antihistamínic (Claritin™), el sertraline d'antidepressius (Zoloft™), el lamotrigine antiepilèptic (Lamictal™), i l'anestèsic d'inhalació isoflurà.
Rachel Carson dugué l'assumpte de toxicitat dels plaguicida DDT a l'opinió pública amb el seu llibre de "La Primavera silenciosa" (1962). Mentre que molts països han eliminat l'ús d'alguns tipus d'organoclorats (com la prohibició dels EUA en DDT com a resultat de l'obra de Carson, el DDT persistent, PCBs i altres residus d'organoclorats es continuen trobant en humans i mamífers arreu del planeta molts anys després que s'hagin limitat ostensiblement la seva producció i ús. En àrees àrtiques, els nivells especialment alts es troben en els mamífers marins. Aquests productes químics es concentren en mamífers, i es troben fins i tot a la llet materna d'algunes dones. Els mascles tenen nivells típicament molt més alts, com les femelles redueixen la seva concentració per trasllat al seu descendent a través de l'alimentació.

## Obtenció

### A partir d'alcohols
Els alquilclorats are most easily prepared by reacting alcohols amb tionil clorur (SOCl₂), triclorur de fòsfor (PCl₃) i pentaclorur de fòsfor (PCl₅):
ROH + SOCl₂ → RCl + SO₂ + HCl
3 ROH + PCl₃ → 3 RCl + H₃PO₃
ROH + PCl₅ → RCl + POCl₃
L'ús de tionil clorur és especialment convenient, perquè tots els subproductes són gasos. Els alcohols terciaris i secundaris reaccionen amb el reactiu de Lucas (clorur de zinc en àcid hidroclòric concentrat) per a originar el corresponent l'haloalquil:
De forma alternativa la reacció d'Appel:

### Reacció amb clorur d'hidrogen
Els alquens relacionen amb el clorur d'hidrogen per a donar lloc a alquilclorurs:
C=C + HCl → CH-CCl

## Compostos organoclorats en piròlisi
Els compostos clorats orgànics i inorgànics, poden donar lloc a compostos cloroaromàtics durant els processos de combustió i piròlisi. Les sèries tricíclicas aromàtiques PCDDs (dibenzo-p-dioxines policlorades) i PCDFs (dibenzofurans policlorats) són els compostos formats majoritàriament. Per convertir la diversitat de nivells de toxicitat dels PCDDs i PCDFs en expressions més simples, s'utilitza la nomenclatura d'equivalents de TCDD o toxi-equivalents, sent el 2,3,7,8-TCDD (2,3,7,8-tetracloro-dibenzo-p-dioxina) l'isòmer més tòxic i cancerigen conegut.